# Ausgebreiteter Hausporling
Der Ausgebreitete Hausporling (Donkioporia expansa, auch „Eichenporling“ genannt) ist ein holzzerstörender Pilz. Als Weißfäuleerreger baut er vorrangig den Ligninanteil des  befallenen Holzes ab und bewirkt dadurch eine Aufhellung, Erweichung und schließlich eine faserige Auflösung der Holzstruktur. Für seine Entwicklung ist der Ausgebreitete Hausporling auf hohe Holzfeuchten angewiesen, so dass ein Befall in der Regel auf stark durchfeuchtete Bereiche begrenzt ist.
Der veraltete Name „Eichenporling“ rührt daher, dass die ersten Funde dieses Pilzes auf Eichenholz gemacht wurden, ist aber irreführend, da andere Laub- sowie Nadelhölzer ebenso befallen werden.

## Merkmale

### Myzel
Das Oberflächenmyzel ist meist zwischen Substrat und Fruchtkörper, es ist flächenmäßig, festhaftend und variiert farblich von weiß über cremefarbig bis ockerbraun. Bisweilen werden kräftige Myzelpolster ausgebildet, die wegen ihrer zäh-elastischen Konsistenz leicht mit Schaumkunststoff-Materialien verwechselt werden können. Da in der Regel die Fruchtkörper gleichzeitig mit dem Mycel ausgebildet werden, ist eine Bestimmung nach diesen möglich.

### Fruchtkörper
Die Fruchtkörper haben eine bräunliche Färbung und überziehen die Holzoberfläche meist mit flächigen Röhrenschichten, die ein- oder mehrlagig sein können. Gelegentlich werden auch konsolenförmige Fruchtkörper ausgebildet.

## Triva
- Harald Martenstein berichtet im Zeitmagazin Nr. 18, 23. April 2020 auf Seite 6 über sein Erlebnis mit dem Hausporling.